# Aigle (Marke)

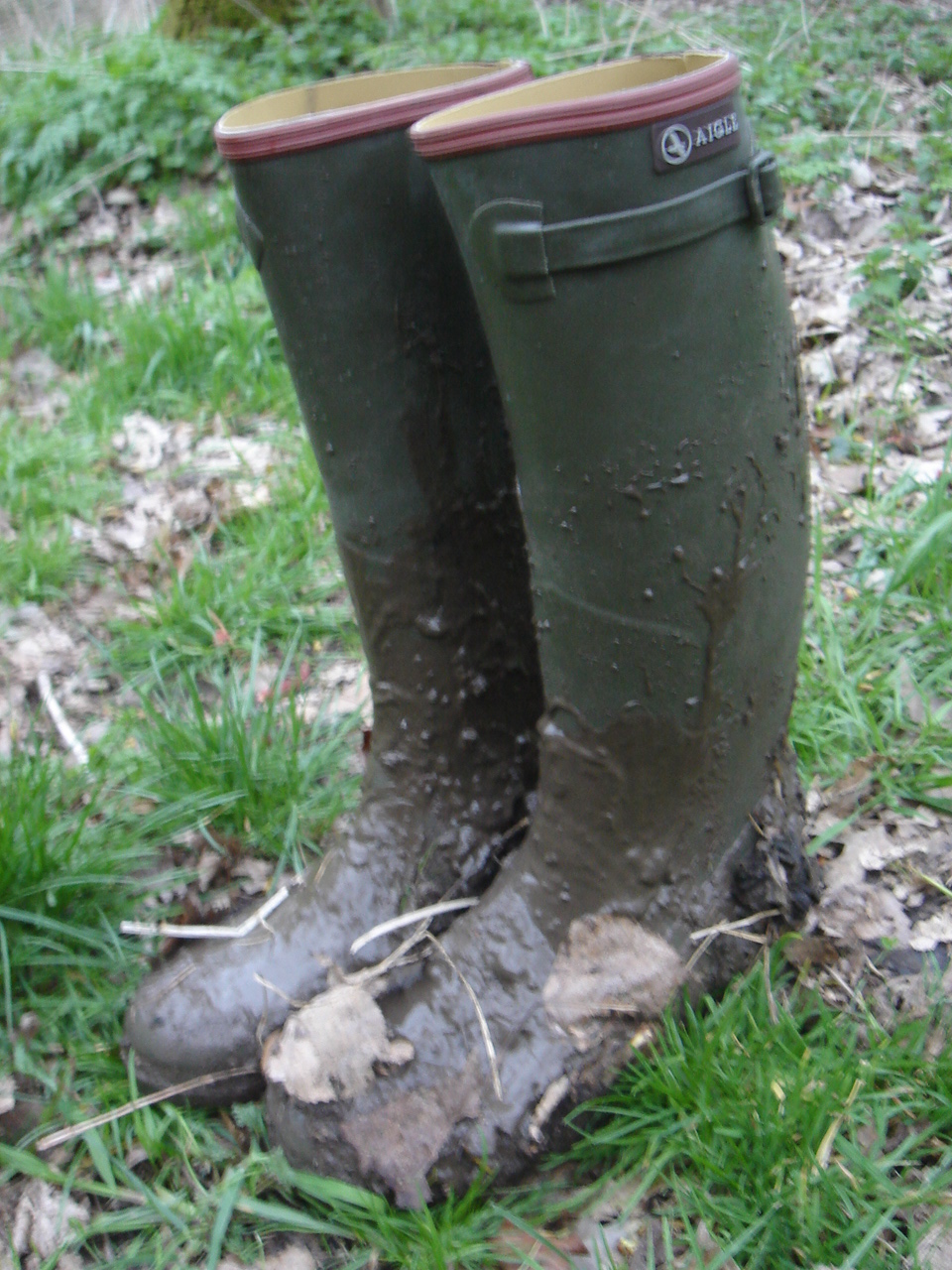
Gummistiefel

Das französische Unternehmen Aigle International SA stellt Funktionsbekleidung, Outdoor-Ausrüstung (z. B. Rucksäcke), Gummistiefel und Schuhe her. Aigle ist besonders für die Produktion handgefertigter Gummistiefel bekannt. Als erstes Unternehmen weltweit nutzte Aigle vulkanisierten Kautschuk für die Produktion wasserdichter Gummistiefel.

## Geschichte
Der US-Amerikaner Hiram Hutchinson gründete 1853 in Frankreich das Unternehmen „Compagnie du Caoutchouc Souple“, kurz darauf in Hutchinson SA umbenannt, mit einem ersten Herstellungsbetrieb in der ehemaligen Papeterie Royale de Langlée in Châlette-sur-Loing, der sich auf die Herstellung von regendichten Schuhen, Stiefeln und Kleidung spezialisierte und auf einer Erfindung von Charles Goodyear basierte. Als Marke für seine Firma wählte Hutchinson den amerikanischen Adler: „À L'Aigle“.
In den 1950er-Jahren erweiterte man die Kollektion von Aigle auf die Bereiche Freizeitsport und Schuhe. Im Werk von Châtellerault wurden vor allem Leinenschuhe für die Sportarten Tennis und Basketball produziert. In der Schuhproduktion waren ungefähr 1.850 Arbeiter beschäftigt und die tägliche etwa 30.000 Paar Schuhe hergestellt.
1967 wurde die Produktion auf eine ehemalige US-Militärbasis bei Ingrandes-sur-Vienne verlegt. Die damalige Produktion erreichte 10 Millionen Gummistiefel pro Jahr.
1972 wurde für Marc Pajot der Botte Marine kreiert. 1973 entwickelte Aigle einen bequemen Gummireitstiefel namens Ecuyer, der eine Gehfalte hat und dadurch wie ein Reitstiefel aus Leder aussieht. Der Ecuyer wurde sehr erfolgreich.
Mit der Ölkrise geriet die Hutchinson SA, mittlerweile stark diversifiziert und vor allem als OEM von kautschukbasierten Industrieprodukten tätig, zunehmend in Schwierigkeiten. 1974 wurde die Hutchinson SA mehrheitlich vom damals noch staatlich kontrollierten französischen Mineralölkonzern Total übernommen und dort der Chemical Division angegliedert. 1978 spaltete man Bekleidungssparte von Hutchinson ab und führte sie in Form der Aigle SA als eigene Division innerhalb des Total-Konzerns weiter. Mit der Privatisierung des Total-Konzerns ab 1992 erfolgte 1994 der Börsengang der Aigle SA. Dabei übernahm der britische Investmentfonds Apax Partners 80 % der Aktien der Aigle SA.
Das Unternehmen expandierte verstärkt ins Luxussegment. 1990 eröffnete Aigle das erste Geschäft auf dem Boulevard Saint-Germain in Paris. Ein Jahr zuvor entwarf Aigle die erste Textilkollektion. Im Jahr 2000 betrieb Aigle mehr als 100 Geschäfte weltweit, davon 46 in Europa und 56 in Asien.
2003 wurde Aigle zu 91,2 % vom Schweizer Unternehmen Maus Frères Holding SA mit Sitz in Genf übernommen und gleichzeitig von der Börse genommen und zu Aigle International SA umfirmiert.
Seit 2005 tragen alle Produkte von Aigle das heutige Logo des grünen Adlers. Im Jahr 2008 gab es weltweit 207 Aigle-Geschäfte: 66 in Frankreich, 17 im übrigen Europa sowie 124 in Asien.

## Logo
Das Logo stellt einen fliegenden Adler dar. Es soll die Werte der Marke symbolisieren: Emotionen und Wunschträume. Der amerikanische Adler weist auch auf Charles Goodyear hin, der das Vulkanisierungsverfahren erfunden hat.